# Người Mordva
Người Mordva, cũng gọi là người Mordvin, Mordovian (tiếng Erzya: эрзят, erzät; tiếng Moksha: мокшет, mokšet; tiếng Nga: мордва, mordva), là những người nói các ngôn ngữ Mordvin thuộc ngữ hệ Ural, sống chủ yếu ở Cộng hòa Mordovia và các phần khác của vùng trung lưu sông Volga của Liên bang Nga.

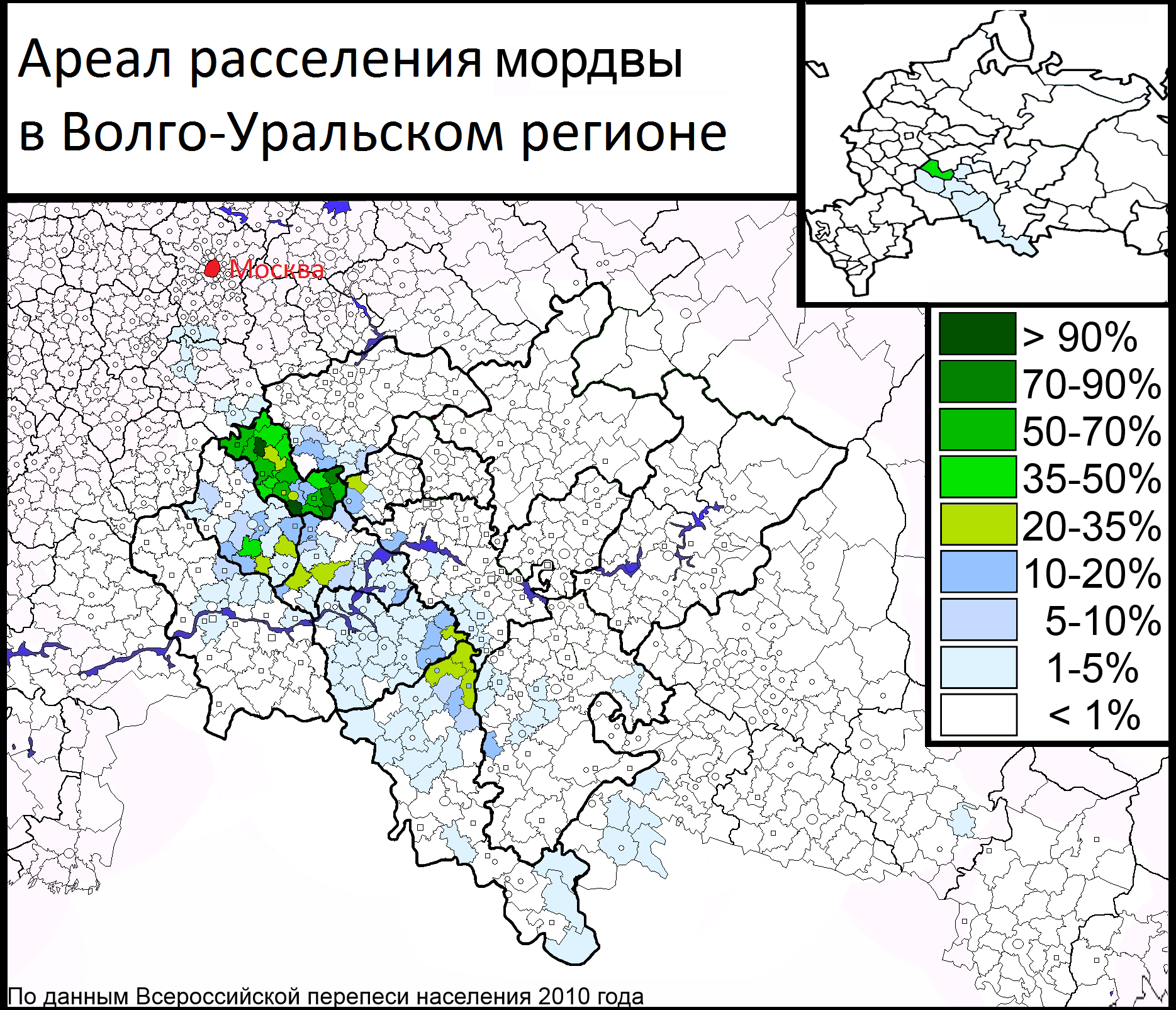
Phân bố người Mordva ở Volga-Ural, 2010

Người Mordva bao gồm một trong số nhiều dân tộc bản địa ở Nga. Họ tự nhận mình là các nhóm dân tộc riêng biệt:
- Erzya[3] cư trú ở nhiều nước thuộc Liên Xô cũ.
- Moksha[1] cư trú ở Nga.
- Người Teryukhan
- Người Tengushev (hoặc Shoksha) Mordva, nhóm người đã Nga hóa hoặc Thổ Nhĩ Kỳ hóa hoàn toàn từ thế kỷ 19 đến thế kỷ 20.

Gần một phần ba số người Mordva sống ở nước cộng hòa tự trị Mordovia; số còn lại sống rải rác trên các vùng của Nga ở Samara, Penza, Orenburg và Nizhny Novgorod, trong khi những người khác sống ở Tatarstan, Chuvashia, Bashkortostan, Trung Á, Siberia, Viễn Đông Nga, và tại các nước Kazakhstan, Azerbaijan, Armenia và Hoa Kỳ.